# Losinger Marazzi
Die Losinger Marazzi AG mit Sitz in Bern ist ein Schweizer Bauunternehmen, Immobilienentwickler und Totalunternehmer. Die Losinger Marazzi AG ist ein Tochterunternehmen des internationalen Grosskonzerns Bouygues Construction. Die Losinger Marazzi AG zählt über 600 Mitarbeitende und erzielt einen Jahresumsatz von rund 800 Millionen Franken.  
Die städtebauliche Erneuerung von Quartieren, die Entwicklung von Smart Cities und ein Angebot, das über den gesamten Lebenszyklus einer Immobilie nachhaltigen Mehrwert schafft, sollen dabei im Fokus stehen.    

## Geschichte

### Losinger & Cie
Das Unternehmen entstand 1917, als die beiden Brüder Oskar und Eugen Losinger zunächst Naturstrassen und Wege für die Landwirtschaft bauten. 1920 gründeten sie daraus die Firma Losinger & Cie. in Burgdorf, die 1922 in eine Aktiengesellschaft umgewandelt wurde. Oskar Losinger leitete hierbei die Zürcher Filiale und führte zwischen 1921 und 1923 den ersten Grossauftrag aus, einen 3,3 Kilometer langen Kraftwerkstollen in Klosters. Dieser Einstieg in den Tiefbau trug massgeblich zur Entwicklung der Firma bei. Nach dem frühen Tod von Oskar Losinger führte sein Bruder das Unternehmen ab 1924 alleine weiter und baute es mit einem breiten Netz von Niederlassungen zu einem der bedeutendsten Bauunternehmungen der Schweiz.
1959 trat mit Vinzenz Losinger die zweite Generation in das Unternehmen ein. Dieser übernahm ab 1962 die Geschäftsführung. Unter seiner Leitung wurde die Losinger AG 1968 an der Börse kotiert und entwickelte sich dank Bauleistungen aller Art zur grössten, weltweit tätigen Schweizer Baufirma. 1980 zählte das Unternehmen 5'400 Mitarbeiter und erzielte einen Umsatz von 650 Millionen Schweizer Franken. Mit dem Vorspannsystem Losinger (VSL) und weiteren VSL-Spezialbauverfahren, beispielsweise in der Hebetechnik mit den selbstentwickelten Litzenhebern, wurde Losinger eines der weltgrössten Spezialunternehmen für Spannbetontechnik.
Zu den wichtigsten Tätigkeitsbereichen zählten Verkehrsbauten, unter anderem Lorrainebrücke in Bern, Bahnlinie Požarevac-Kučevo in Serbien, Grindelwald-First-Bahn, Flughafen Zürich in Kloten, sowie Kraftwerkbauten, darunter auch die Staumauern bzw. -dämme der Grande Dixence, wobei letztere lange Zeit die welthöchste Staumauer war.
1990 ging die Aktienmehrheit an die französische Bouygues-Gruppe über. Im Jahr darauf trat Vinzenz Losinger aus der Firma aus. Unter den neuen Besitzverhältnissen wurde das Unternehmen neu ausgerichtet, insbesondere die Fokussierung auf die Schweiz und Integration der Auslandsaktivitäten in den Bouygues-Konzern.

### Marazzi Generalunternehmung AG
Im Sommer 2006 übernahm Losinger Construction die traditionsreiche Marazzi-Gruppe, die als juristisch eigenständiges Unternehmen innerhalb der Losinger-Gruppe bestehen bleibt. Wichtigster Bereich der Marazzi Holding stellt die Marazzi Generalunternehmung AG dar. Einzig die Geschäftsaktivitäten sowie die Mitarbeiter der Marazzi Bauunternehmung AG wurden auf Anfang 2008 an die Frutiger AG in Thun veräussert. Marazzi wurde 1907 durch den italienischen Einwanderer Lorenzo Marazzi als Baugeschäft im bernischen Signau gegründet. In der Folge wandelte er die Firma zusammen mit seinem Sohn Hugo in die Kollektivgesellschaft Lorenzo Marazzi + Sohn um. 
Nach dem Tod des Vaters übernahm Hugo Marazzi 1953 die ehemaligen Werkanlagen in Signau als Filiale und wandelte das Unternehmen 1963 in die Aktiengesellschaft Marazzi + Co. AG um, woraus 1978 Marazzi AG wurde. 1972 gründete Hugo Marazzi und sein Sohn Bruno, der seit 1971 im Unternehmen tätig war, die Marazzi Generalunternehmung AG in Bern. Diese übernahm Bauaufträge aller Art von der vollständigen Planung bis zur Ausführung von Bauten. Zudem bewirtschaftet sie Liegenschaften durch Kauf/Verkauf, Vermietung und Verwaltung. 1989 verlegte Marazzi den Unternehmenssitz nach Muri bei Bern. Die einzelnen Unternehmen der Gruppe wurden 1993 unter der Marazzi Holding AG zusammengefasst.

### Losinger Marazzi AG
Am 1. Januar 2015 wurde Pascal Bärtschi, Bauingenieur ETH, zum CEO der Losinger Marazzi AG befördert. Er tritt somit die Nachfolge von Pascal Minault an, der nach sechs Jahren an der Spitze der Losinger Marazzi AG zum CEO von Bouygues Entreprises France-Europe, einer Division von Bouygues Construction, ernannt wurde. Diese umfasst die französischen und europäischen Tochtergesellschaften, zu denen auch die Losinger Marazzi AG gehört.
Einige Bauten:
- Rolex Learning Center, Lausanne
- Stiftung Jan Michasky, Montricher
- Stade de Suisse, Bern
- Eikenott, Gland
- Prime Tower und City West, Zürich
- Erlenmatt West, Basel
- Greencity, Zürich

und weitere Objekte im Bereich Gesundheits- und Bildungswesen, Industrie, Renovation, Quartierentwicklung, Wohnungsbau.
2017 feiert das Unternehmen sein 100-jähriges Bestehen.